# Krasnoje (rejon krasniński)
Krasnoje (ros. Красное) – wieś (sieło) w Rosji, w obwodzie lipieckim, ośrodek administracyjny rejonu krasnińskiego. W 2010 liczyła 3832 mieszkańców.